# Тирано
Тирано (итал. Tirano) је насеље у Италији у округу Сондрио, региону Ломбардија.
Према процени из 2011. у насељу је живело 8348 становника. Насеље се налази на надморској висини од 423 м.

## Становништво
Према резултатима пописа становништва 2011. у општини је живело 9.073 становника.
| 1931. | 1936. | 1951. | 1961. | 1971. | 1981. | 1991. | 2001. | 2011. |
| ----- | ----- | ----- | ----- | ----- | ----- | ----- | ----- | ----- |
| 6.518 | 6.772 | 7.056 | 7.502 | 8.519 | 8.786 | 8.919 | 9.044 | 9.073 |